# كيم وون-مين
كيم وون-مين (الكورية: 김원민) هو لاعب كرة قدم كوري جنوبي في مركز الوسط، ولد في 12 أغسطس 1987 في كوريا الجنوبية. لعب مع نادي أنيانغ.

## وصلات خارجية
- كيم وون-مين على موقع دوري كوريا الجنوبية (الإنجليزية)
- كيم وون-مين على موقع قاعدة بيانات كرة القدم.إي يو (الإنجليزية)
- كيم وون-مين على موقع Soccerway.com (الإنجليزية)